# Madambakkam
Madambakkam é uma panchayat (vila) no distrito de Kancheepuram, no estado indiano de Tamil Nadu.

## Geografia
Madambakkam está localizada a 12° 51′ N, 80° 03′ L. Tem uma altitude média de 29 metros (95 pés).

## Demografia
Segundo o censo de 2001,  Madambakkam  tinha uma população de 16,556 habitantes. Os indivíduos do sexo masculino constituem 50% da população e os do sexo feminino 50%. Madambakkam tem uma taxa de literacia de 82%, superior à média nacional de 59.5%: a literacia no sexo masculino é de 85% e no sexo feminino é de 78%. Em Madambakkam, 9% da população está abaixo dos 6 anos de idade.